# Leonardo Rolón
Pour les articles homonymes, voir Rolón.
Leonardo Rolón est un footballeur argentin né le 19 janvier 1995 à Rosario. Il évolue au poste de défenseur à Vélez Sarsfield.
Son frère jumeau Maxi Rolón (1995-2022), est lui aussi footballeur.

## Biographie
Avec la sélection argentine, il participe à la Coupe du monde des moins de 20 ans 2015 organisée en Nouvelle-Zélande. Lors du mondial, il joue trois matchs : contre le Panama, le Ghana et enfin l'Autriche.

## Carrière
- 2013-201. : Vélez Sarsfield ( Argentine)[2]

## Palmarès
- Vainqueur du Championnat de la CONMEBOL de football des moins de 17 ans en 2013
- Vainqueur du Championnat des moins de 20 ans de la CONMEBOL en 2015